# حزب (قانون)

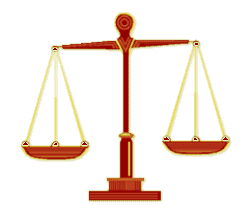

الحزب هو شخص أو مجموعة من الأشخاص التي تشكل كيان والتي يمكن تحديدها لأغراض القانون. تشمل الأطراف: المدعي (دعوى رفع شخص)، المدعى عليه (شخص رفع دعوى ضده أو اتهم بارتكاب جريمة)، مقدم الالتماس (قدم عريضة تطلب حكمًا من المحكمة)، المدعى عليه (عادة ما يعارض عريضة أو طعن)، المدعي المشترك ( المدعى عليه الذي يقاضي شخصًا آخر في نفس الدعوى)، أو المدعى عليه المتقاطع (شخص يقاضيه أحد المشتكين). الشخص الذي يظهر فقط في القضية كشاهد لا يعتبر طرفًا.
تستخدم المحاكم مصطلحات مختلفة لتحديد دور طرف معين في التقاضي المدني، وعادة ما تحدد الطرف الذي يرفع دعوى قضائية بصفته المدعي، أو في الجزء الأمريكي الأكبر، طرف الجزء الأول؛ والطرف الذي رفعت عليه الدعوى كمدعى عليه، أو في القضايا الأمريكية القديمة، حزب الجزء الثاني. في قضية جنائية في نيجيريا وبعض البلدان الأخرى، يتم استدعاء الأطراف المدعي العام والمدعى عليه.